# Caspar Nettelbladh
Caspar Nettelbladh, född 10 juli 1658 i Rostock, död 1726 i Tyska S:ta Gertruds församling, Stockholm, var en tysk-svensk handelsman och svensk riksdagsman.

## Biografi
Caspar Nettelbladh föddes 1685 i Rostock som son till rådsförvanten i Rostock Johann Nettelbladh och Catharina Elisabet Thurmann. Han erhöll burskap som klädhandlare i Stockholm 1685. Från 1713 var han ledamot av borgerskapets bemedlingskommission och från 1719 ingick han i den grupp borgare som kämpade för att bibehålla de privilegier som borgerskapet hade fått, i gengäld för de bidrag de gav kronan under Stora nordiska kriget. Borgerskapet var kritiska mot hur Anders Hyltén hade företrätt stadens intressen och valde inför riksdagen 1720 på ett eget möte sex representanter för Stockholm - tre köpmän och tre hantverkare. Bland de valda fanns Caspar Nettelbladh. Anders Hyltén och Stockholms stads magistrat vägrade godkänna valet och hävdade bland annat att Nettelbladh saknade tillräcklig politisk erfarenhet. Borgerskapet valde dock att kringgå magistraten och förmådde Ulrika Eleonora att godkänna representanterna. Som riksdagsman var Nettelbladh medlem av sekreta utskottet och deputerad till defensionsverket. Valet av riksdagsmän 1720 innebar ett brott med traditionen att låta magistraten utse riksdagsmän och att de i stället kom att väljas av borgarna själva. Nettelbladh fortsatte att intressera sig för Stockholms styre. Bland annat ansåg han att utrikeshandeln med svenska fartyg borde understödjas genom sänkt tull. Själv sysslade Nettelbladh främst med export av järn och koppar, samt import av säd, främst från nordtyska städer.

### Familj
Nettelbladh gifte sig 28 oktober 1685 med Anna Dorotea Brandenburg (1652–1732). Hon var dotter till rådsförvanten Baltzar Brandenburg och Dorotea Buchow. De fick tillsammans sonen Balzar Nettelbladt (1691–1769) som senare blev direktör.